# 교향곡 2번 (번스타인)
《교향곡 제2번 불안한 시대》(Symphony No. 2 The Age of Anxiety)는 레너드 번스타인이 1948~9년에 작곡한 작품이다.
W. H. 오든의 같은 이름의 장편시를 바탕으로 피아노와 관현악을 위해 구상한 교향곡이다. 현대인의 고독과 소외감을 주제로 한 불안의 철학을 음악에서 찾으려고 한 의욕적인 작품으로 알려져 있다.

## 구성
총 2부로 구성되어 있다.

### 1부
a) 도입부: 렌토 모데라토

b) 일곱 시대들: 변주곡1~7
- 1. 리스테소 템포
- 2. 포코 피우 모소
- 3. 라르가마멘테 마 모소
- 4. 피우 모소
- 5. 아지타토
- 6. 포코 페노 모소
- 7. 리스테소 템포

c) 일곱 무대들: 변주곡8~14
- 8. 몰토 모데라토, 마 모벤도
- 9. 피우 모소(템포 디 발세)
- 10. 피우 모소
- 11. 리스테소 템포
- 12. 포코 피우 비바체
- 13. 리스테소 템포
- 14. 포코 피우 비바체

### 2부
a) 만가(挽歌): 라르고
b) 마스크: 극도로 빠르게
c) 종곡: 아다지오-안단테-콘 모토

## 악기 편성
- 목관악기: 피콜로, 플루트2, 오보에2, 잉글리시 호른, 클라리넷2, 베이스 클라리넷, 바순2, 콘트라바순
- 금관악기: 호른4, 트럼펫3, 트롬본3, 튜바
- 팀파니와 타악기(글로켄슈필, 실로폰, 작은북, 큰북, 심벌즈, 트라이앵글, 탐탐, 매달린 심벌, 테너 드럼, 템플블록2) 연주자 4명
- 건반악기: 첼레스타, 업라이트 피아노
- 현악기: 하프, 현악 5부
- 독주 피아노